# مارک مک‌درموت
مارک مک‌درموت (انگلیسی: Marc McDermott؛ ۲۴ ژوئیهٔ ۱۸۸۱ – ۵ ژانویهٔ ۱۹۲۹) یک هنرپیشه اهل استرالیا بود.
از فیلم‌ها یا برنامه‌های تلویزیونی که وی در آن نقش داشته است می‌توان به سرود کریسمس، بانو، جسم و شیطان، شاهین دریا اشاره کرد.